# Gremi d'Hotels de Barcelona
El Gremi d'Hotels de Barcelona és una associació empresarial formada pels establiments hotelers: hotels, aparthotels, i hostals/pensions, així com pels apartaments turístics, de la ciutat de Barcelona i el seu entorn, amb àmbit provincial.
Correspon al Gremi la representació i defensa col·lectiva dels interessos, drets i accions de tota mena que afectin a la totalitat o part de les empreses integrants de l'entitat.
Els òrgans de govern que formen el nostre Gremi consten de l'Assemblea general, la Junta rectora i la Comissió permanent.

## Presència institucional
El conjunt de tots els associats li atorga una important capacitat de representació i diàleg davant l'Administració i altres organismes públics i privats per tractar temes diversos, com promoció, assignació d'habitacions per grans esdeveniments, seguretat ciutadana, normatives, ordenances municipals i els que puntualment convinguin, sovint mitjançant l'establiment de comissions de treball.

## El Gremi en relació amb altres institucions
El Gremi d'Hotels de Barcelona compta amb participació en el capital social del Centre de Convencions Internacional de Barcelona (CCIB) i està fortament vinculat a la Fundació que regenta l'Escola Superior d'Hostaleria de Barcelona.

## Webs i Serveis
- Central de Reserves d'hotels a Barcelona: Arxivat 2009-12-23 a Wayback Machine.
- Borsa de treball Arxivat 2009-12-27 a Wayback Machine.
- Serveis als agremiats